# Verlag
Ein Verlag ist in der Medienwirtschaft ein Medienunternehmen, dessen Betriebszweck der Erwerb des Verlagsrechts (Akquise) mit der Absicht der Vervielfältigung und Verbreitung (Vertrieb) auf eigene Rechnung von Werken aus Kunst, Literatur, Musik, Unterhaltung und Wissenschaft ist. Zu den Aufgaben eines Verlags zählen auch das Lektorat, die Marktforschung, die Werbung und der Druck. Die Werke stammen von ihren Urhebern und werden durch Verlage zu Medienprodukten oder Informationsgütern transformiert. Verlage sind deshalb in der Medienwirtschaft ein wichtiger Intermediär zwischen Urhebern und Konsumenten. Verlage bezeichnen sich im deutschsprachigen Raum häufig selbst mit dem Beinamen „Edition“. Das Nomen Agentis zum Verlag ist der Verleger.

## Etymologie
Die Worte „Verlag“ und dessen Nomen Agentis Verleger lassen sich auf den historischen Begriff des Verlagssystems zurückführen. Typisch für dieses war ein Unternehmer (Verleger), der Heimarbeitern Rohstoffe vorfinanzierte („vorlegte“ oder „verlegte“), die von den Heimarbeitern weiterverarbeitet und dann dem Unternehmer auf dessen Unternehmerrisiko zum Vertrieb überlassen wurden. Das Verb „verlegen“ bedeutete im Mittelhochdeutschen „Geld ausgeben“ oder „etwas auf seine Rechnung nehmen“; „Verleger“ war also derjenige, der „anderen das Rohmaterial … so lange vorschießt, bis es an den Konsumenten gelangt ist“. Wendet man diesen Begriffsinhalt auf den heutigen Verlag und Verleger an, so vermarktet er die von Autoren oder Urhebern in „Heimarbeit“ konzipierten Werke über sein Vertriebssystem auf eigenes Unternehmerrisiko.

## Geschichte
Aus der Etymologie des Wortes lässt sich erkennen, dass das erste Verlegen weit vor dem Beginn des Buchdrucks lag, denn die Sprache der ersten Drucker in Deutschland war – außer Latein wie bei Fachtermini – das Frühneuhochdeutsche, der älteste Nachweis des Verbs „verlegen“ ist aber bereits im Althochdeutschen als „farlegjan“ gesichert. Aus ihm entwickelte sich durch Sprachverschiebung und Umlautung im Mittelhochdeutschen „verlegen“ (mit „verleger“ und „verlegunge“) sowie im Mittelniederdeutschen „vorlegen“ (mit „verleger“ und „verlac“). „Der ‚Verleger‘ war schon im 14. und 15. Jahrhundert derjenige, der aufgrund intensiver Marktkenntnisse und seiner Kreditierfähigkeit Handwerker und Heimarbeiter mit der Herstellung verschiedener Erzeugnisse beauftragte, ihre Arbeit finanziell bevorschusste und für den Verkauf der fertigen Produkte sorgte“. In der Betriebswirtschaftslehre wird festgehalten: „Beim Verlag wird zwar ebenfalls handwerklich produziert, doch erfolgt im Gegensatz zum Handwerksbetrieb die Anfertigung von Erzeugnissen durch Heimarbeiter aus vom Unternehmer gelieferten Material unter Verwendung von möglicherweise ebenfalls durch den Unternehmer gestellten Werkzeugen oder Maschinen. Der Arbeitsplatz wird vom Unternehmer sozusagen in die Wohnung der Heimarbeiter verlegt. Der Unternehmer befasst sich somit im wesentlichen nur mit der Materialbeschaffung, lässt die Produkte extern in Lohnarbeit anfertigen und übernimmt dann wieder den Vertrieb“.
Erst die Erfindung des Buchdrucks durch Johannes Gutenberg um 1440 verhalf dem Buch zu seiner Verbreitung und damit zur Entstehung von Buchverlagen. In dieser Phase fungierten die Druckereien als Verleger, von denen Konrad Feyner ab 1473 als einer der ersten kommerziellen Buchdrucker gilt; Marx Fürster gründete 1597 in Stuttgart eine Druckerwerkstatt von längerer Dauer, 1607 siedelte sich hier der Frankfurter Gerhard Grieb an; beide Offizinen vereinigte 1610 Johann Weyrich Rößlin der Ältere. Bei einer geschätzten Analphabetenrate von 80 % war der Absatzmarkt allerdings überschaubar.
Die 1624 gegründete Hof – Buchdruckerei in Weimar übernahm im September 1853 Hermann Böhlau, es ist der heute noch existierende Böhlau Verlag. Georg Decker übernahm 1635 die 1537 durch Johannes Schröter gegründete Hofdruckerei in Bern, Moritz Georg Weidmann gründete 1680 die Weidmannsche Buchhandlung. Im Januar 1682 gründete August Metzler den Metzler-Verlag in Stuttgart, seit 1716 führte sein Sohn Johann Benedikt Metzler die Geschäfte bis 1795, danach übernahm dessen Schwiegersohn Christoph Heinrich Erhard das Geschäft bis zu seinem Tode 1815. Nach Metzler ist die Firma bis heute benannt. Georg Joachim Göschen gründete in Leipzig im März 1785 die G. J. Göschen’sche Verlagsbuchhandlung, zu deren Auftraggebern zählten u. a. die Dichter Friedrich Schiller, Johann Wolfgang von Goethe, Christoph Martin Wieland und Friedrich Gottlieb Klopstock.
Ersichtlich erster weltweiter Musikverlag im heutigen Sinne war der im Januar 1719 in Leipzig gegründete Verlag Breitkopf & Härtel, dem 1790 die Mainzer Schott Music folgte. Beide existieren noch heute. Der Sohn des Verlegers Bernhard Christoph Breitkopf war Johann Gottlob Immanuel Breitkopf, der den musikalischen Notensatz revolutionierte, indem er die Drucktypen in kleinere Segmente zerlegte. Im Dezember 1800 gründeten die Komponisten Franz Anton Hoffmeister und Ambrosius Kühnel in Leipzig die Edition Peters, im April 1807 entstand der Friedrich Hofmeister Musikverlag. Ein existenzielles Problem für diese ersten Musikverlage war das Fehlen eines Urheberrechts, so dass der wechselseitige Nachdruck von Notenblättern legal war. Im Oktober 1942 entstand in Nashville der Musikverlag Acuff-Rose Publications, gegründet von Country-Sänger Roy Acuff und Songwriter Fred Rose, dessen Kerngeschäft die Country-Musik war. Hill & Range Songs Inc. wurde im Dezember 1944 von der österreichischen Familie Aberbach gegründet. Im Juni 1946 gründete Hans Gerig in Köln den „Bühnen- und Musikverlag Hans Gerig“ in der Aachener Straße 333, der sich auf Schlager und Karnevalslieder spezialisierte.

## Aufgaben
Verlage sind mehr oder weniger in den Produktionsprozess (Verlagsherstellung), in Handelsstufen und in den Vertriebsprozess für diese Güter eingebunden. Bei Büchern und Zeitschriften ist der Verlag zuständig für die Vorbereitung des Druckes bzw. Vervielfältigung des Werkes sowie dessen Finanzierung. Der Verkauf kann entweder über den Handel (Kunst-, Zeitschriften-, Buchhandel usw.) oder durch den Verlag selbst erfolgen. Zudem sorgt er für die Werbung und den Verkauf; zu diesem Zweck erstellt der Verlag eigene Kataloge. Das gilt auch für Musikwerke, die der Musikverlag in eigener Verantwortung einem Musiklabel anbietet, damit dieses einen Interpreten auswählt, der dem Musikwerk zum Erfolg verhilft.
Die Auswertungsrechte, über die ein Verlag an einem Buch verfügt, schließen auch das Recht ein, gegen Fortsetzungen (Sequels) ein Veto zu erheben. Ein einschlägiger Rechtsfall war 1999 das Verbot der Vermarktung von Jim Williams’ Doktor-Schiwago-Fortsetzung Laras Tochter durch den Bundesgerichtshof (BGH), bei dem sich der BGH auf § 121 Abs. 4 UrhG stützte.

## Verlagsarten
Es gibt folgende Verlagsarten:
| Verlagsart          | Werk                                   | Trägermedium |
| ------------------- | -------------------------------------- | --- |
| Buchverlag          | Literatur, Sachtexte, Unterhaltung     | Bücher, E-Books, Online-Publikationen, Sachbücher,                                                                   |
| Filmverleih         | Kinofilme, Fernsehfilme, Videofilme    | DVD, Filmrollen, Videodateien, Videokassetten, Video-on-Demand                                                       |
| Kunstverlag         | Kunst                                  | Bildband, Bildträger, Kunstbücher                                                                                    |
| Musikverlag         | Musikwerke                             | Tonträger: Compact Disks, Schallplatten, Kompaktkassetten; Musikdateien: Musikdownloads, Musikvideos, Musikstreaming |
| Wissenschaftsverlag | wissenschaftliche Publikationen        | Fachbücher, Fachzeitschriften                                                                                        |
| Zeitungsverlag      | Informationen, Feuilleton, Nachrichten | Zeitung, Zeitschrift                                                                                                 |

Der Filmverleih stellt die Handelsstufe zwischen Filmproduktion und Filmpräsentation dar. Filmverleih ist die inländische Kinoauswertung, während die internationale Auswertung als „Filmvertrieb“ bezeichnet wird.

### Weitere Verlagsarten
Für Text- und Bildmedien
Verlage für Druckerzeugnisse, E-Books und/oder Netzpublikationen:
- Buchverlag
  - Publikumsverlag
    - mittelständischer Buchverlag
    - Independent-Verlag
    - Kommissionsverlag

  - Zuschussverlag (verlangt grundsätzlich einen Druckkostenzuschuss)
- Onlineverlag (ausschließlich für Netzpublikationen)

Spezialverlage
- Fachverlag (Medien für die beruflich bedingte Nutzung; fordert in der Regel einen Druckkostenzuschuss)
  - Formularverlag für Formulare
  - Loseblattverlag für Loseblattsammlungen
  - Universitätsverlag
  - Unternehmensverlag
  - Wissenschaftsverlag (u. a. für Hochschulschriften)
- Kalenderverlag für Kalender
- Kartenverlag
- Kunstverlag

Für andere Medien
- Filmverleih (Filme)
- Hörbuchverlag (Hörbuch)
- Publisher/Softwareverlag (Software und Computerspiele)
- Spieleverlag (Gesellschaftsspiele)

### Selbstverlag
- Selbstverlag (nur sofern für Selbstpublikationen ein Unternehmen gewerblich angemeldet wird; tritt dann aber oft auch nominell als „Verlag“ und nicht als „Selbstverlag“ auf)

## Rechtsgrundlage
Das Verlagsgesetz (VerlG) stellt den Verlagsvertrag in den Mittelpunkt und erwähnt lediglich zwei Vertragsgegenstände, ein Werk der Literatur oder der Tonkunst. Der Verlagsvertrag verpflichtet den Verfasser, dem Verleger das Werk zur Vervielfältigung und Verbreitung für eigene Rechnung zu überlassen, der Verleger verpflichtet sich als Gegenleistung, das Werk zu vervielfältigen und zu verbreiten (§ 1 VerlG). Diese Bestimmung mit dem Rechtsbegriff „Verfasser“ zeigt, dass das Verlagsgesetz auf Buch-, Zeitungs- und Musikverlage zugeschnitten ist. Nur in Ausnahmefällen darf sich der Verfasser in die Vervielfältigung und Verbreitung einmischen, etwa bei einer Übersetzung in eine andere Sprache oder bei der Bearbeitung eines Musikwerks (§ 2 Abs. 2 VerlG). Das ausschließliche Recht zur Vervielfältigung und Verbreitung (Verlagsrecht) steht dem Verleger mangels anderer Vereinbarung lediglich bei der ersten Auflage zu (§ 5 Abs. 1 VerlG). Für die Korrektur des Werkes vor seiner Veröffentlichung ist der Verleger zuständig (§ 20 VerlG), ebenso für die Preisfestsetzung (§ 21 VerlG). Die Vergütungspflicht obliegt dem Verleger, die Vergütung ist bei Ablieferung des Werkes zu entrichten (§ 23 VerlG). Ist die Vergütung vom Absatzvolumen des Werkes abhängig, so hat der Verleger jährlich für das abgelaufene Geschäftsjahr eine Rechnungslegung vorzunehmen (§ 24 VerlG). Die Regelungen über Autorenexemplare finden sich in den §§ 25 VerlG und § 46 Abs. 1 VerlG.
In der Filmwirtschaft werden die Verträge über die Filmverwertung in aller Regel durch den Filmhersteller geschlossen, wobei diesem durch die Filmurheber zuvor die Nutzungsrechte eingeräumt wurden. Verwertungsform bei Kinofilmen ist die Filmvorführung in einem Kino. Hierfür schließt der Filmhersteller mit einem Filmverleih einen Filmvorführungsvertrag ab, der es dem Filmverleih ermöglicht, einen bestimmten Kinofilm – mit örtlichen und zeitlichen Beschränkungen – in Kinos vorführen zu lassen. Die Auswertung als Video erfolgt meist später und räumt einem Hersteller von Bildträgern (DVD, Videokassetten) das Recht für die Vervielfältigung der Videodateien ein. Wiederum danach kann die Ausstrahlung im Fernsehen mittels vom Filmhersteller eingeräumten Senderecht erfolgen.
Ergänzende Bestimmungen für das Rechtsverhältnis zwischen Verlag und Urheber finden sich im Urheberrechtsgesetz.

## Berufe
Angestellte in einem Verlag sind etwa ausgebildete Verlagshersteller, Medienkaufleute Digital und Print, Verlagskaufmann, Buchwissenschaftler und je nach Ausrichtung des Verlages vor allem Lektoren verschiedener Studienrichtungen (z. B. Rechtswissenschaft, Geschichtswissenschaft, Betriebswirtschaftslehre, Germanistik).

## Statistik

### Die größten deutschen Buchverlage
Die größten deutschen Buchverlage sind:
| Name                            | Umsatzerlöse in Mill. Euro | Mitarbeiter |
| ------------------------------- | -------------------------- | ----------- |
| Springer Science+Business Media | 590,1                      | 8.467       |
| Cornelsen Verlag                | 346,9                      | 1.300       |
| Klett Gruppe                    | 333,3                      | 9.441       |
| Westermann Gruppe               | 300,0                      | 1.400       |
| Weltbild                        | 224,2                      | 1.200       |
| Weka Group                      | 208,3                      | 1.400       |
| Penguin-Random House            | 296,7                      | 0929        |
| Wolters Kluwer Deutschland      | 270,0                      | 1.200       |
| Rudolf Haufe Verlag             | 345,0                      | 2.300       |
| Vogel Communications Group      | 144,0                      | 0700        |

Die Publizität der Unternehmensdaten ist nicht immer vorhanden, ein Betriebsvergleich ist kaum möglich.

### Die weltweit größten Filmproduktionsgesellschaften
Die weltweit größten Filmproduktionsgesellschaften sind:
| Name                       | Umsatzerlöse in Mrd. US-Dollar | Mitarbeiter |
| -------------------------- | ------------------------------ | ----------- |
| Warner Bros. Entertainment | 47,0                           | 12.073      |
| Universal Pictures         | 46,0                           | 2.786       |
| Columbia Pictures          | 42,0                           | k. A.       |
| Walt Disney Pictures       | 39,0                           | 220.000     |
| Marvel Studios             | 39,0                           | 1.623       |

Die Unternehmensdaten werden unterschiedlich angegeben und sind kaum vergleichbar.

### Die weltweit größten Musikverlage
Die weltweit größten Musikverlage sind:
| Name                       | Umsatzerlöse in Mrd. US-Dollar | Musiktitel in Mill. Stück |
| -------------------------- | ------------------------------ | ------------------------- |
| Sony Music Publishing      | 1,25                           | 5,46                      |
| Universal Music Publishing | 1,18                           | < 4,0                     |
| Warner/Chappell Music      | 0,65                           | > 1,0                     |
| BMG Rights Management      | 0,60                           | > 1,9                     |

Die Unternehmensdaten sind teilweise nicht vergleichbar. So besteht die deutsche BMG Rights Management aus den Geschäftsfeldern Plattenlabel und Musikverlag, deren Umsätze nicht im Rahmen einer Segmentberichterstattung getrennt ausgewiesen werden.

## Abgrenzung
Kein Verlag im hier beschriebenen Sinne sind Selbstkostenverlage oder Self-Publishing-Plattformen, die ohne unternehmerisches Risiko selbst publizierte Medien erstellen. Selbstkostenverlage firmieren u. a. auch als Druckkostenzuschussverlag oder Dienstleisterverlag und gelten innerhalb der Branche als „Pseudoverlage“ – eine Bezeichnung, die seit 2009 auch durch einen Gerichtsbeschluss legitimiert ist.